# دومينيك توماس
دومينيك توماس (بالإنجليزية: Dominic Thomas)‏ (23 نوفمبر 1995 بلندن في المملكة المتحدة - ) هو لاعب كرة قدم بريطاني في مركز الوسط. لعب مع نادي بريستول روفيرز.